# Биг Рапидс (Мичиген)
Биг Рапидс (енгл. Big Rapids) град је у америчкој савезној држави Мичиген. По попису становништва из 2010. у њему је живело 10.601 становника.

## Демографија
Према попису становништва из 2010. у граду је живело 10.601 становника, што је -248 (-2.3%) становника више него 2000. године.
| Група             | 2000.         | 2010.         |
| Белци             | 8.939 (82,4%) | 9.169 (86,5%) |
| Афроамериканци    | 1.153 (10,6%) | 716 (6,8%)    |
| Азијати           | 243 (2,2%)    | 156 (1,5%)    |
| Хиспаноамериканци | 199 (1,8%)    | 252 (2,4%)    |
| Укупно            | 10.849        | 10.601        |